# Herbert Napp

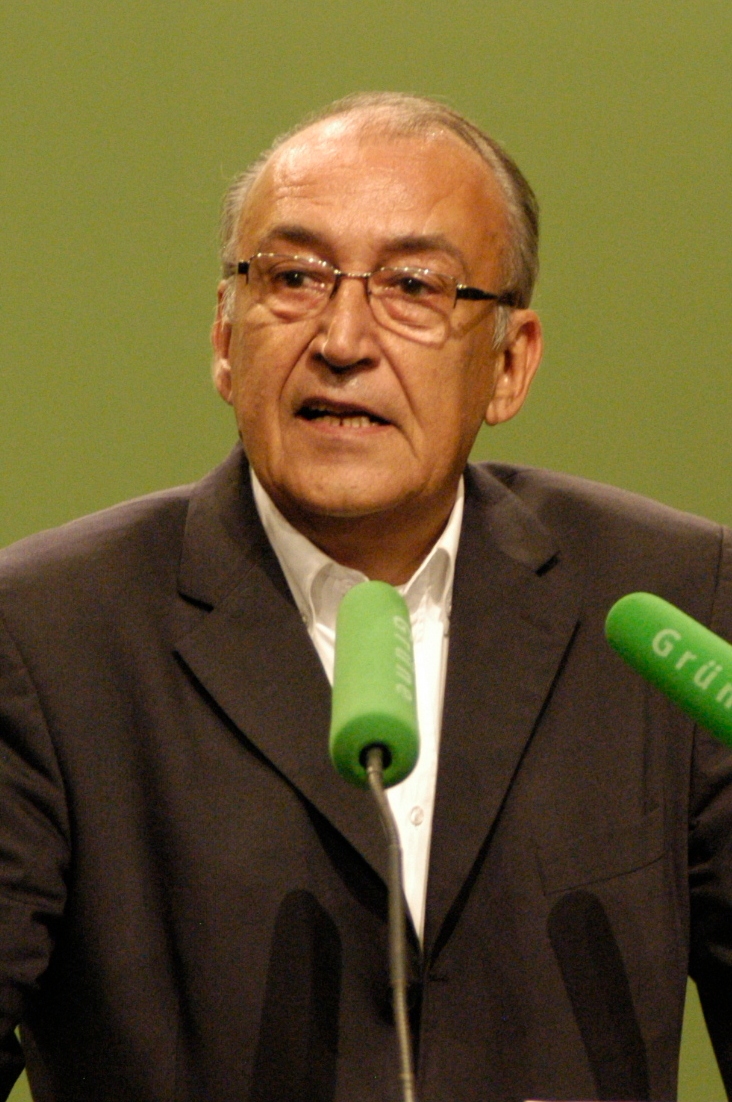
Herbert Napp (2010)

Herbert Engelbert Napp (* 15. Oktober 1946 in Büttgen, heute Kaarst) ist ein deutscher Rechtsanwalt sowie Politiker (CDU) und war von 1998 bis 2015 Bürgermeister von Neuss.

## Berufliche und politische Laufbahn
Nach seinem Abitur 1966 am Quirinus-Gymnasium Neuss studierte Napp Rechtswissenschaften in Köln und Bonn und schloss sein Studium 1976 mit dem Zweiten Staatsexamen ab. Bis 1998 war er als Rechtsanwalt, zuletzt als Leiter einer Kanzlei, tätig. Von 1975 bis 1998 war er Mitglied des Stadtrats von Neuss und von 1993 bis 1998 Vorsitzender der CDU-Fraktion. Der Stadtrat wählte ihn 1998 zum hauptamtlichen Bürgermeister. 1999, 2004 und 2009 wurde Napp in direkter Wahl durch die Neusser Bürgerschaft erneut zum Bürgermeister gewählt.
Napp trat bei der Neusser Bürgermeisterwahl 2015 nicht wieder an. Am 13. September 2015 wurde Reiner Breuer (SPD) zu seinem Nachfolger gewählt. Napp schied mit Breuers Vereidigung am 21. Oktober 2015 aus dem Amt.
Napp war als Bürgermeister gegen die eigene Stadt vor Gericht gegangen, um die Nebeneinkünfte aus der Beiratstätigkeit für RWE nicht abführen zu müssen. 2011 konnte er sich mit diesem Rechtsstreit gegen die Stadt nicht durchsetzen.
Napp war bis Anfang Februar 2015 Verbandsvorsteher des Verkehrsverbunds Rhein-Ruhr (VRR) und ist Mitglied im Regionalbeirat West der RWE AG.
Von 1998 bis 2015 gehörte Napp dem Landesvorstand des Städtetags Nordrhein-Westfalen sowie dem Hauptausschuss des Deutschen Städtetags an. Zudem war er von 2007 bis 2015 Vorsitzender des Presseausschusses und von 2008 bis 2015 Präsidiumsmitglied des Deutschen Städtetages.

## Mitglied in Aufsichtsräten
- Vorsitzender des Aufsichtsrates bei den Stadtwerken Neuss GmbH
- Vorsitzender des Aufsichtsrates in der Neusser Bauverein AG

## Rauchverbot
Napp ist vehementer Gegner des seit 1. Mai 2013 in Nordrhein-Westfalen geltenden Nichtraucherschutzes. Aufgrund seiner Leidenschaft zum Rauchen (ca. 40 Zigaretten pro Tag) trägt er stadtintern den Spitznamen „Vesuv von Neuss“. Im Sommer 2013 ordnete die Bezirksregierung Düsseldorf an, dass Napp nicht mehr in seinem Dienstzimmer rauchen dürfe: „Die Begründung der Bezirksregierung: Ein dienstliches Bürgermeisterbüro als Raucherzimmer sei nicht Zielsetzung des Nichtraucherschutzes […]. Mehrere Menschen würden sich aus dienstlichen Gründen im Büro aufhalten und so einer Gesundheitsgefahr ausgesetzt. Die Schadstoffe zögen in den Teppich, in die Tapete. ‚Da reichen zehn Minuten lüften nicht.‘“
Napp, der sich selbst als Genussraucher bezeichnet, wollte trotz dienstlicher Anweisung in seinem Büro weiter rauchen. In einer Stellungnahme an die Bezirksregierung Düsseldorf stellte Napp u. a. fest: „Ich darf Ihnen mitteilen, dass in meinem Büro weder Teppichboden noch Gardinen oder Polstermöbel vorhanden sind. In meinem Büro empfange ich außer Mitarbeitern, die auch Raucher sind, keinen Besuch. Gäste werden in einen separaten Besprechungsraum geführt.“ Bernd Hamacher, Sprecher der Bezirksregierung Düsseldorf, wolle das Rauchverbot in Napps Büro mit allen juristischen Mitteln durchsetzen und stellte fest: „Fachaufsichtlich ist ein Bußgeld denkbar, kommunalaufsichtlich reicht das disziplinarische Spektrum von Gehaltskürzungen bis zur Amtsenthebung.“ Napp glaubte an kein Amtsenthebungsverfahren und erklärte: „Das wäre weitab von jeder Realität der NRW-Gemeindeordnung.“

## Privatleben
1980 wurde Napp Schützenkönig beim Neusser Bürger-Schützenfest. Napp ist zum zweiten Mal verheiratet, hat drei Kinder und wohnt in Neuss.